# Département de Rosario Vera Peñaloza
Le département de Rosario Vera Peñaloza est une des 18 subdivisions de la province de La Rioja, en Argentine. Son chef-lieu est la ville de Chepes.
Le département a une superficie de 6 114 km2. Sa population s'élevait à 13 299 habitants en 2001 et était estimée à 14 381 habitants en 2007.